# Lenka Pichlíková
Lenka Pichlíková-Burke (* 28. července 1954, Praha) je americká herečka českého původu. Ještě v Československu působila v různých divadlech, hrála v několika filmech a vytvořila asi 40 televizních rolí. Kromě činoherního a filmového herectví se intenzivně věnovala i pantomimě. Od 80. let 20. století žije trvale ve Spojených státech. Pantomimickými představeními se podílí na činnosti skupiny Healing Arts, tedy na arteterapeutickém projektu fungujícím v jejím domovském státě Connecticut a v New Yorku. Často vystupuje v představeních pro děti a mládež, některá i režíruje. Kromě umělecké činnosti vyučuje na divadelní škole, dále na Fairfieldské univerzitě v Connecticutu a na Purchase College při Státní univerzitě v New Yorku. Od roku 1988 je členkou Actors´ Equity Association v New Yorku. V roce 2006 získala cenu Best Mime.

## Biografie

### České období
První divadelní postavu Tučňáčka v Tučnácké pohádce podle Fritze Gaye ztvárnila již jako devítiletá roku 1963 v pražském Divadle Jiřího Wolkra. V letech 1974–1977 studovala herectví na Divadelní fakultě Akademie múzických umění v Praze a v rámci studia hrála v Divadle DISK Petrunělu v Dál, zpívejme dál (Dundo Maroje) Marina Držiće, Iris a První jepici ve hře Ze života hmyzu Karla a Josefa Čapkových a Hráška v Shakespearově Snu noci svatojánské. Již během studia hostovala v mimické roli v Tvrdohlavé ženě Josefa Kajetána Tyla v pražském Národním divadle a jako Anna v Rozmarném létě Vladislava Vančury v Divadle na Vinohradech. Po ukončení školy nastoupila roku 1977 do svého prvního angažmá v Divadle Jiřího Wolkra. Zde hrála mimo jiné Gerdu v dramatizaci Sněhové královny podle Hanse Christiana Andersena, Lotty v dramatizaci Filosofské historie podle Aloise Jiráska, Luciettu z Poprasku na laguně Carla Goldoniho a Blanku z Shakespearova Zkrocení zlé ženy. Kromě domovské scény účinkovala v inscenacích Dílny 24 Státního divadelního studia a jako Anička v Ženském zákonu Jozefa Gregora Tajovského v pražském Činoherním klubu. Kromě činoherního herectví se intenzivně zabývala pantomimou a návaznými žánry divadla. S renomovaným pražským souborem Ladislava Fialky účinkovala v Divadle Na zábradlí ve společném projektu činohry a pantomimy Ženich v rozpacích na motivy Molièra (Milan Lukeš, Evald Schorm a Ladislav Fialka, 1981).

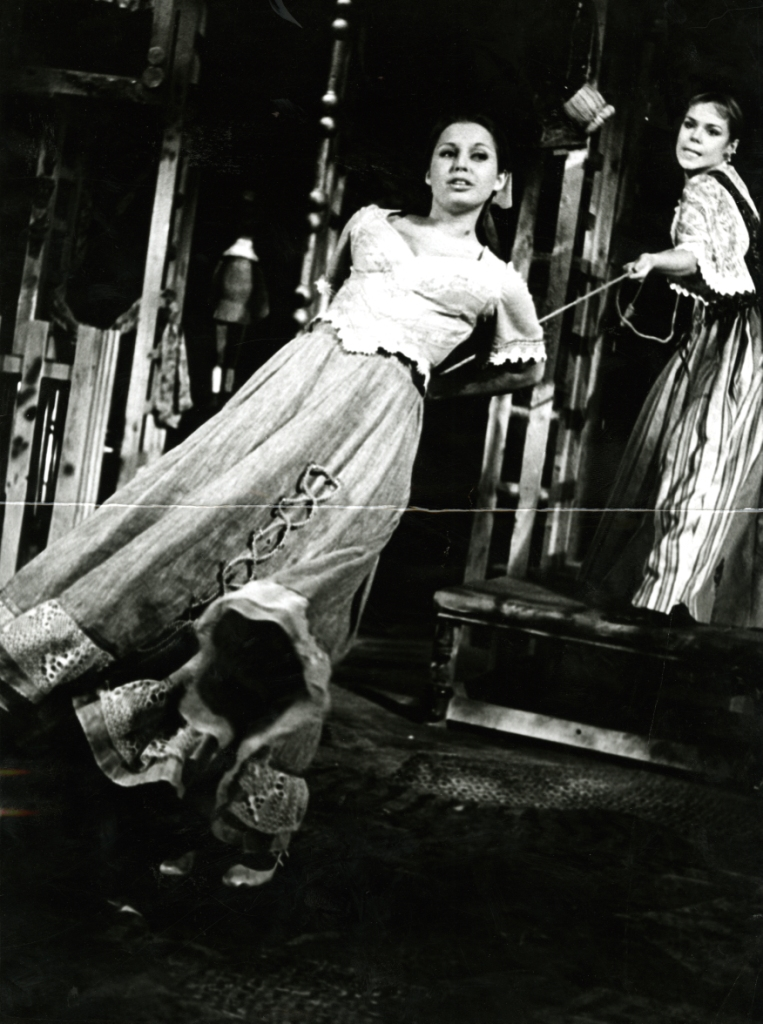
Lenka Pichlíková jako Blanka a Dagmar Veškrnová jako Kateřina ve Zkrocení zlé ženy (Divadlo Jiřího Wolkra 1978).

V Československu hrála ve 12 českých i koprodukčních filmech a vytvořila kolem 40 televizních rolí. Největší úspěch zaznamenal původní televizní film Chvíle pro píseň trubky režiséra Ludvíka Ráži, v němž hrála hlavní roli a který získal v roce 1981 hlavní cenu Zlatá nymfa na televizním festivalu v Monte Carlu. Kromě toho hrála ve filmech Karla Kachyni (Setkání v červenci, Počítání oveček, Pozor, vizita!), Otakara Vávry (Temné slunce), Viktora Polesného (zakázaný film Narozeniny), Jiřího Krejčíka, Evalda Schorma nebo v německém televizním seriálu režiséra Franze Petera Wirtha Ein Stück Himmel, který byl natočen podle vzpomínek Janiny Dawidowiczové z varšavského ghetta.

### Americké období
Od roku 1982 žije trvale ve Spojených státech. V roce 1989 získala magisterský titul v oboru humanitní vědy na Texaské univerzitě. V současnosti se svými pantomimickými představeními podílí na činnosti skupiny Healing Arts, tedy na širokém arteterapeutickém projektu fungujícím v jejím domovském státě Connecticut a v New Yorku. Často vystupuje v představeních pro děti a mládež, některá i režíruje. Kromě umělecké činnosti vyučuje na divadelní škole, dále na Fairfieldské univerzitě v Connecticutu a na Purchase College při Státní univerzitě v New Yorku. Od roku 1988 je členkou Actors´ Equity Association v New Yorku. V roce 2006 získala cenu Best Mime. Roku 2022 absolvovala cyklus workshopů Asociace Michaila Čechova (Michael Chekhov Association) a získala certifikát lektorky Čechovovy metody.
V USA vytvořila mimo jiné divadelní roli Máši v Rackovi Antona Pavloviče Čechova (Theatre West ve Fort Worth, Texas), dále roli Jeleny v Čechovově Strýčku Váňovi a Hildy z Ibsenova Stavitele Solnesse, obě v divadle UTD v Richardsonu ve státu Texas. Ve hře My Sister in this House od Wendy Kesselmanové hrála roli Ley (Undermain Theater, Dallas). V době pobytu Marcela Marceau v USA u něj studovala pantomimu. V letech 1982 – 1984 působila v mezinárodní divadelní skupině černého divadla Ta Fantastika. V roce 1987 účinkovala jako hlavní mim a vyprávěč v mezinárodní divadelní show Magic Game, která vznikla v Mexiku a pak se hrála na turné po Spojených státech.
V 90. letech přesídlila z Texasu do státu Connecticut, kde pokračovala v divadelních aktivitách. Ve hře Joan of the Stockyards (Svatá Johanka z jatek) od Bertolta Brechta hrála titulní roli Joan v divadle Dance Theater Workshop v New Yorku. V divadle Theatre for the New City (New York) ztvárnila roli Ophelie ve hře Hamletmashine Heinera Müllera. Ve svém současném bydlišti hrála ve hrách Natalie Needs a Nightie a Drop Zone (Ethel Kweskin Theatre, Stamford, Connecticut) a ve hře Taking Sides od Ronalda Harwooda hrála roli Tamary Sachs (Stamford Theatre Works). V původním baletu Laurie Gage Alice in Wonderland (Alenka v říši divů) ztvárnila taneční roli Vévodkyně (Dutchess) v Palace Theatre Stamford. Roku 2000 vytvořila vlastní celovečerní mimus Medea, s nímž se s úspěchem zúčastnila festivalu International Festival of Arts and Ideas. V roce 2002 nastudovala celovečerní nonverbální představení Seven Deadly Sins and One Virtue (Sedm smrtelných hříchů a jedna ctnost), inspirované barokními sochami Matyáše Bernarda Brauna v Kuksu. Později ve spolupráci s režisérkou Laurie Gage inscenaci upravila a zahrála ji přímo v Kuksu před sochami Neřestí a Ctností (22. srpna 2014). V roce 2006 vytvořila „one woman show“ Three Women of Faith, dramatické představení o osudech abatyše Hildegardy z Bingenu, manželky českého krále Václava IV. Žofie a Kateřiny Lutherové. V roce 2014 uvedla ve vlastním anglickém překladu hru Anny Hodkové Gertruda, jejíž jedinou postavou je královna z Shakespearova Hamleta.. Roku 2019 se v roli Cassandry podílela na inscenaci hry Vanya and Sonia and Masha and Spike Christophera Ferdinanda Duranga v divadle The Ridgefield Theater Barn v Connecticutu.

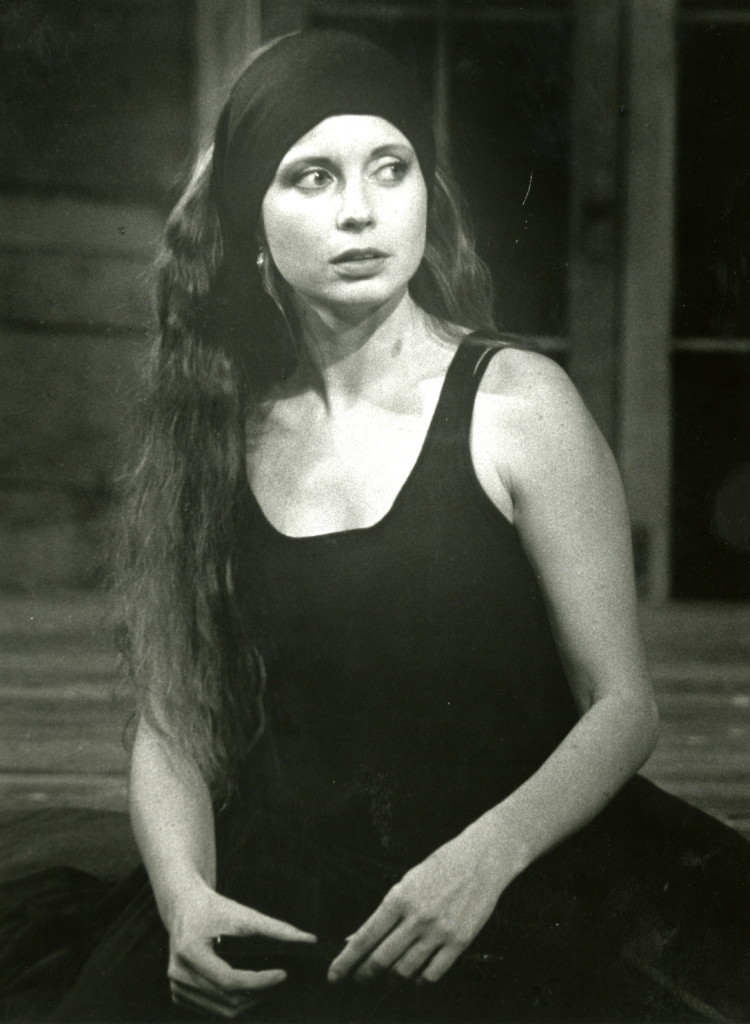
Lenka Pichlíková jako Máša v inscenaci Čechovova Racka v Theatre West (Fort Worth, Texas).
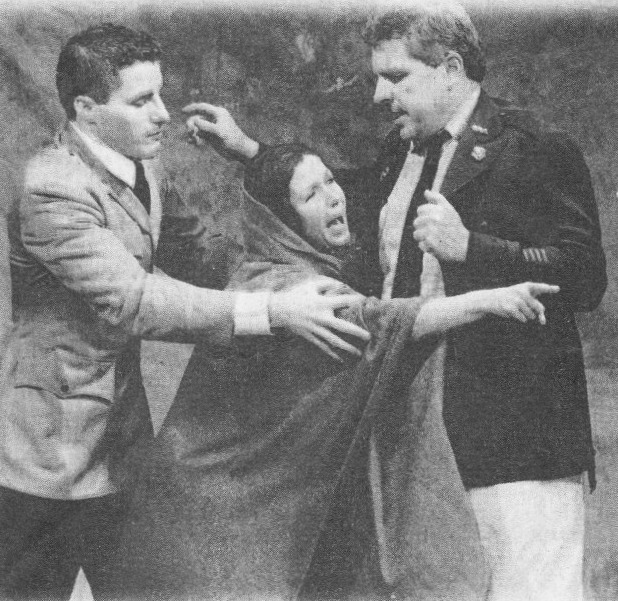
Lenka Pichlíková (uprostřed) jako Tamara Sachs v inscenaci Taking Sides (Stamford Theatre Works, Connecticut, 1999).
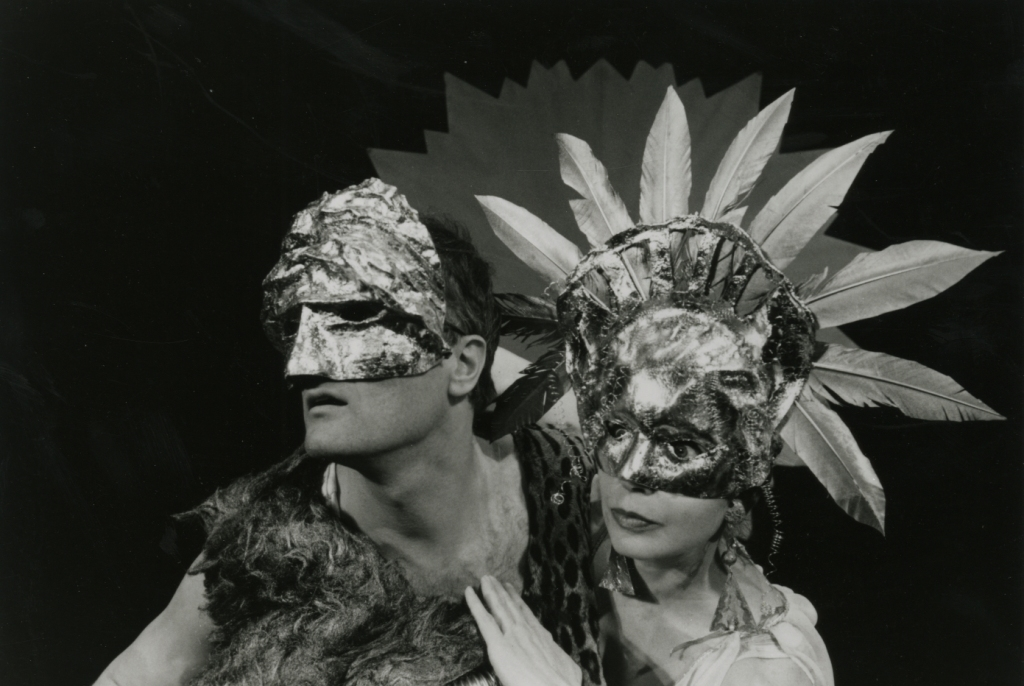
Lenka Pichlíková a Patrick McCluskey v inscenaci mimu Medea (International Festival of Arts and Ideas, 2000).
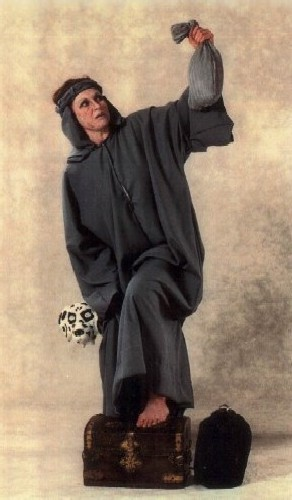
Lenka Pichlíková jako Lakomství v představení Seven Deadly Sins and One Virtue (2002).
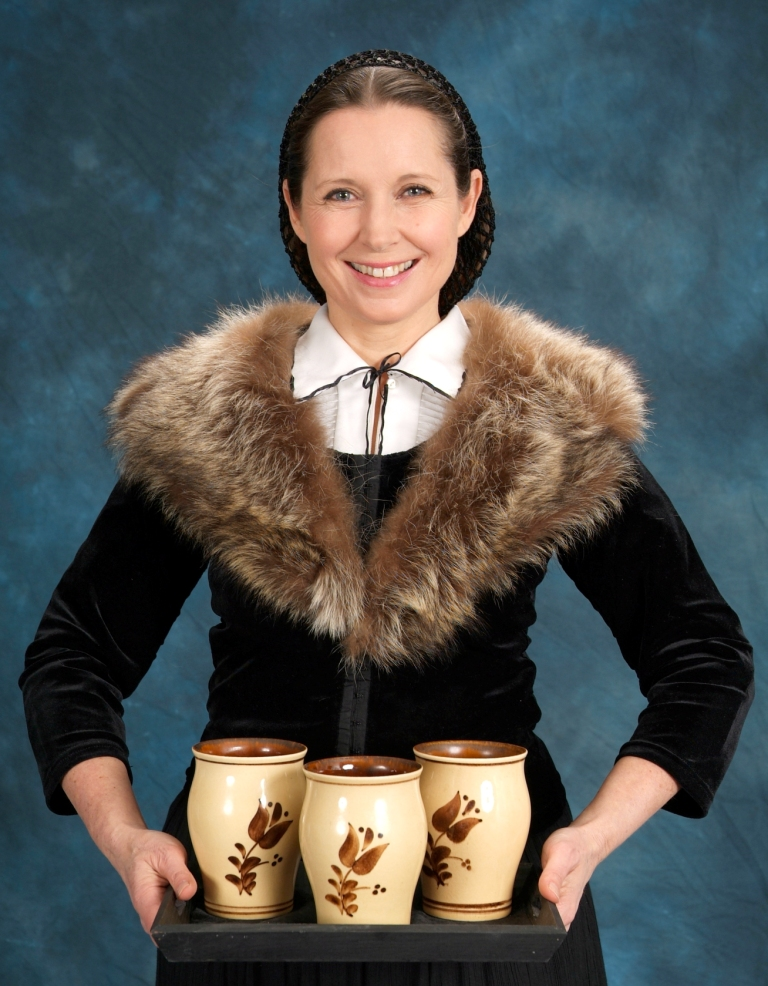
Lenka Pichlíková jako Katharina Luther (2010).

## Filmografie
- Zvonění na zvonky (český, televizní, 1976), režie: Pavel Kraus, hlavní role Eva.
- Mozartovské miniatury (český, televizní, 1976), režie: Anna Procházková, role: dcera Pachtových.
- Povídky Svatopluka Čecha (český, televizní, rok 1976), režie: Anna Procházková, role: Karolínka, Antonie.
- Až bude padat hvězda (český, televizní, rok 1976), režie: Věra Jordánová, role: Jarmila.
- Vdovcovy intimní večery (český, televizní, rok 1978), režie: Jitka Němcová, role: Irena.
- Setkání v červenci (český, 1978), režie: Karel Kachyňa, role: studentka Milena.
- O statečné princezně Janě (český, televizní, 1978), režie: Vlasta Janečková, role: princezna.
- Silvestr svobodného pána (český, televizní, 1979), režie: Jiří Krejčík, role: dívka z baru.
- Chvíle pro píseň trubky (český, televizní, 1979), režie: Ludvík Ráža, hlavní cena Zlatá nymfa na televizním festivalu v Monte Carlu (1981), hlavní role.
- Das unsichtbare Visier (NDR, druhá série televizního seriálu DEFA, 1979), režie: Peter Hagen, role: Georgia Leutwiler.
- Die Schmuggler von Rajgrod (NDR, 1979), režie: Konrad Petzold, role: Line Dreßler.
- Vzorná tchyně (český, televizní, 1980), režie: Anna Procházková.
- Temné slunce (český, 1980), režie: Otakar Vávra, role: Anči.
- A nebojíš se princezničko? (český, televizní, 1980), režie: Miloš Bobek, role: Princezna.
- Budu ti psát (český, třetí epizoda televizního seriálu Tak se ptám, 1980), režie: Jiří Adamec, role: Irena.
- Trhák (český, 1980), režie: Zdeněk Podskalský, role: hosteska.
- Počítání oveček (český, televizní, 1981), režie: Karel Kachyňa, role: zdravotní sestra Jana.
- Tajemství hradu v Karpatech (český, 1981), režie: Oldřich Lipský, role: komorná.
- Pozor, vizita! (český, 1981), režie: Karel Kachyňa, role: Mánička.
- Čarbanice (slovenský, 1981, český název: Dětská čmáranice), režie: Eva Štefankovičová, role: matka.
- Velitel (český, televizní seriál, druhá epizoda První kroky, 1981), režie: Zdeněk Kubeček, role: Klárka.
- Ein Stück Himmel (NSR, televizní seriál, 1982), režie: Franz Peter Wirth.
- Narozeniny (český, televizní, rok 1984), režie: Jiří Vanýsek.
- Celebrity Ghost Stories (USA, dokumentární TV seriál, epizoda Jermaine Jackson / Dave Foley / Diane Ladd / Karina Smirnoff, rok 2010), produkce: Seth Jarrett Creative Group, role: Olga.
- Monsters Inside Me (USA, dokumentární TV seriál, epizoda Cold Blooded Killers, rok 2010), režie: Remy Weber, role: Surgeon.
- Apples (USA, krátký film, rok 2010), režie: Brunella Steger, role: Rosemary (matka nevěsty).
- Trophy Kids (USA, rok 2011), režie: Josh Sugarman, role: Upper East Side Matron.
- Keep the Lights On (USA, rok 2012), režie: Ira Sachs, role: Customer.
- Kiddie Riders (USA, krátký film, rok 2012), režie: Alina Rancier (jako Alina Landry), role: Yellow Mom.
- Butterfingers (USA, krátký film, rok 2012), režie: Milan Roganović, role: Žena.
- The Secret Life of Walter Mitty (USA, 2012), režie: Ben Stiller, role: Businesswoman.
- Siblings (USA, krátký film, rok 2017), režie: Olga Goister, role: Mrs. Kelly.
- Olga Dies Dreaming (USA, TV seriál, rok 2021), režie: Alfonso Gomez-Rejon, role: Mrs. Kowalski.
- Abdo and Saneya (USA, TV seriál, rok 2022), režie: Omar Bakry, role: Old lady neighbour.